# Середньотамбовське
Середньотамбо́вське (рос. Среднетамбовское) — село у складі Комсомольського району Хабаровського краю, Росія. Входить до складу Нижньохалбинського сільського поселення.

## Населення
Населення — 29 осіб (2010; 50 у 2002).
Національний склад (станом на 2002 рік):
- росіяни — 78 %